# Waring Bluff
Das Waring Bluff ist ein Felsenkliff im ostantarktischen Viktorialand. Es ragt im nördlichen Teil der Sequence Hills auf.
Der United States Geological Survey kartierte es anhand eigener Vermessungen und Luftaufnahmen der United States Navy aus den Jahren von 1960 bis 1964. Das Advisory Committee on Antarctic Names benannte es im Jahr 1969 nach James T. Waring, Fluglotse auf der McMurdo-Station im Jahr 1967.